# Parrocchia di Clarendon
La parrocchia di Clarendon (in lingua inglese Clarendon Parish) è una delle quattordici parrocchie civili della Giamaica, è situata nella parte sud-orientale dell'isola e fa parte della Contea di Middlesex con 247 109 abitanti (dato 2009).
Confina ad ovest con la parrocchia di Manchester, a nord con la parrocchia di Saint Ann, ad est con la parrocchia di Saint Catherine e a sud con l'oceano Atlantico.
Il capoluogo è May Pen, situata nel sud dell'isola.

## Città
- Chapelton
- Hayes
- May Pen
- Frankfield
- Lionel Town
- Race Cource
- Portland Cottage
- Sanguinetti
- Low Wood
- Verê
- Spaldings
- Victoria